# Pokojowa dywidenda
Pokojowa dywidenda (ang. peace dividend) – zysk z ograniczenia zbrojeń, slogan polityczny spopularyzowany przez amerykańskiego prezydenta George’a H.W. Busha i brytyjską premier Margaret Thatcher we wczesnych latach 90. XX wieku. oznaczający korzyści gospodarcze wynikające ze zmniejszenia wydatków na zbrojenia.
Termin ten był często stosowany w końcu zimnej wojny, gdy społeczeństwa zachodnie znacznie ograniczały swoje wydatki na obronność.
Co prawda gospodarka przechodzi fazę recesji po każdym większym konflikcie, ponieważ konieczne jest dostosowanie się do nowych warunków i przestawienie się na produkcję cywilną. Jednak w długim okresie powinny być odczuwalne pozytywne skutki zakończenia konfliktu. Wydatki na obronność powinny zostać przekierowane na potrzeby socjalne i wspieranie wzrostu ekonomicznego. Jest kwestią dyskusyjną czy taki efekt rzeczywiście występuje, ale wiele badań wskazuje że tak.
Po zakończeniu zimnej wojny państwa podzieliły się na te, które ograniczyły swoje wydatki na zbrojenia (Europa Zachodnia, Federacja Rosyjska) oraz te które ich nie ograniczyły (Stany Zjednoczone).
Wydatki USA na zbrojenia co prawda spadły po zakończeniu zimnej wojny, ale wzrosły znacznie po 11 września w ramach wojny z terrorem i wojny w Iraku.
Europejscy komentatorzy krytykują te zwiększone wydatki na obronność, z kolei amerykańscy politycy i komentatorzy krytykują Europę za zaniedbania w dziedzinie obronności.
Pokojowa dywidenda odnosi się też do poprawy sytuacji gospodarczej w Irlandii po porozumieniu pokojowym z Wielkiego Piątku.